# 青年座研究所
劇団青年座研究所（げきだんせいねんざけんきゅうしょ）は、劇団青年座が主催する演劇学校。
1975年の開設以来、主に劇団青年座の俳優、舞台スタッフらが講師となって演劇人の育成を行ってきた。卒業生に、上杉祥三、山路和弘、緒形直人、段田安則、畠中洋、竹中直人、大島蓉子、猪野学がいる。